# Cesare Paciotti
 (Civitanova Marche, 1º gennaio 1958) è uno stilista e imprenditore italiano.

## Biografia
Figlio di Cecilia e Giuseppe Paciotti, proprietari di un'azienda di calzature, fin da ragazzo coltiva la passione per la musica e per l'arte, che lo porta ad iscriversi al DAMS dell'Università di Bologna. Terminati gli studi decide di accrescere il suo bagaglio culturale visitando numerose città come Londra, New York, Los Angeles e paesi dell'estremo oriente.
Una volta ereditata l'azienda torna in Italia, creando una linea di calzature di lusso da uomo, decidendo di chiamarla Cesare Paciotti, il cui marchio è rappresentato da un pugnale. Cesare Paciotti crea inizialmente scarpe classiche da uomo, ma aumenta le vendite solo quando inizierà a dedicarsi alle prime collezioni per donna, proponendo tacchi molto alti abbinati a dettagli sensuali.
Oggi la marca Paciotti si è allargata a settori diversi della moda e degli accessori, proponendo orologi,  occhiali, cinture, magliette e intimo, spesso contrassegnati dal marchio 4US, una linea unisex ideata per lo sport e il tempo libero.